# Ассар, Абдул Гани
Абдул Гани Ассар (перс. عبدالغني اثر‎; 1923 год, Герат, Королевство Афганистан — неизвестно) — афганский футболист, правый полузащитник. Участник летних Олимпийских игр 1948 в составе сборной Афганистана.

## Биография
Родился в 1923 году в Герате. Учился в Кабульском университете, играл за университетскую команду. Большую часть карьеры провёл в клубе «Махмудийех». В 1948 году вместе с братом Абдул Гафуром был включён в заявку национальной сборной на летние Олимпийские игры в Лондоне. В предварительном раунде Афганистан встретился со сборная Люксембурга, которой разгромно уступил со счётом 0:6 и вылетел с турнира.